# Sukagawa
Sukagawa (japonsky:須賀川市 Sukagawa-ši) je japonské město v prefektuře Fukušima na ostrově Honšú. Žije zde okolo 76 tisíc obyvatel. Nedaleko se nacházela přehrada a pořádá se zde festival Taimacu Akaši.

## Partnerská města
- Luo-jang, Čína (srpen 1983)